# Macroxenodes amazonicus
Macroxenodes amazonicus är en mångfotingart som beskrevs av Ishii, Nguyen Duy-Jacquemin och Otto Conde 1999. Macroxenodes amazonicus ingår i släktet Macroxenodes och familjen penseldubbelfotingar. Inga underarter finns listade i Catalogue of Life.